# روهان سميث
روهان سميث (بالإنجليزية: Rohan Smith)‏ هو مدرب دوري رغبي ‏ نيوزلندي، ولد في 6 مايو 1981.